# Beautiful People (phim)
Beautiful People là một bộ phim hài trào phúng phát hành năm 1999 do Jasmin Dizdar viết kịch bản và đạo diễn. Phim giành giải phim hay nhất tại hạng mục Un Certain Regard của Liên hoan phim Cannes và được đưa vào danh sách 1000 phim hay nhất của báo The New York Times. 'Beautiful People lấy bối cảnh ở Luân Đôn trong thời kỳ Chiến tranh Bosnia.

## Cốt truyện
Ở Luân Đôn, tháng 10 năm 1993, đội tuyển Anh đang thi đấu với Hà Lan để tranh vé dự World Cup. Chiến tranh Bosnia đang trong giai đoạn đỉnh điểm, người tị nạn từ vùng Yugoslavia trước kia tràn tới. Đối thủ bóng đá và phe đối lập chính trị gây ra các cuộc đụng độ. Trong khi đó, cuộc sống của bốn gia đình người Anh bị xáo trộn theo nhiều cách khác nhau khi người tị nạn tới.

## Diễn viên
- Rosalind Ayres trong vai Nora Thornton
- Julian Firth trong vai Edward Thornton
- Charles Kay trong vai George Thornton
- Charlotte Coleman trong vai Portia Thornton
- Edward Jewesbury trong vai Joseph Thornton
- Danny Nussbaum trong vai Griffin Midge
- Heather Tobias trong vai Felicity Midge
- Roger Sloman trong vai Roger Midge
- Walentine Giorgiewa trong vai Dzemila
- Kenan Hudaverdi trong vai công nhân đường sắt
- Faruk Pruti trong vai Croat
- Dado Jehan trong vai Serb
- Linda Basset trong vai một y tá
- Nicholas Farrel trong vai Dr Mouldy

## Phản hồi
Bộ phim được chọn là một trong các ứng cử viên tranh giải ở hạng mục Un Certain Regard tại Liên hoan phim Cannes 1999.
Nhà phê bình phim Roger Ebert cho bộ phim  (ba trên bốn sao) trong bài đánh giá của mình.